# Лежайський деканат
Лежайський деканат — колишня структурна одиниця Перемишльської єпархії греко-католицької церкви з центром в м. Лежайську (до 1921 р. — Каньчуцький). Очолював деканат декан.

## Територія
В 1936 році в Лежайському деканаті було 11 парафій:
1. Парафія с. Дубно з приходом у присілках Халупки, Сторожа, Поруба, Городисько;
2. Парафія с. Дубрівка з філією в с. Шиперки та приходом у с. Борки, с. Ярочин, с. Дубровиця, с. Вілька Таневська, с. Курина Мала, с. Курина Велика, с. Курина Середня, с. Ґольці, с. Майдан Ґольчанський, с. Жджари, м. Улянів, с. Заріче, с. Мостки, с. Гута Деренгівська, м. Нисько, с. Білинець, с. Лазори, м. Рудник, с. Розвадів, с. Домостава, с. Камінка, с. Глинянка;
3. Парафія с. Залісє з приходом у с. Біла, м. Ряшів, с. Матисівка, с. Драбинянка, м. Тичин, м. Ланьцут;
4. Парафія м. Краків з приходом у повітах Вадовичі, Мисленичі, Мелець, Домброва, Тарнів, Пільзно, Бохня, Величка, Освєнцим, Живець, Бяла, Бєльско, Тешин, Бжеско, Хшанів;
5. Парафія с. Каньчуга з приходом у с. Лопушка Мала, с. Лопушка Велика, с. Манастир, с. Нижатичі, с. Микуличі, с. Сідлечка, с. Острів, с. Жуклин, с. Журовички, с. Ужейовичі;
6. Парафія с. Кречовичі з приходом с. Бібрка, с. Песій Млинок, с. Сіннів, с. Гай;
7. Парафія с. Курилівка з філією в с. Бриська Воля, а також з приходом с. Жухів, с. Вілька Ламана, с. Дорнбах;
8. Парафія м. Лежайськ з філією в с. Старе Місто, а також з приходом у с. Прихоєць, с. Седлянка, с. Лукова, с. Віравиці, с. Єльна, с. Янда, с. Руда, с. Ґідлярева;
9. Парафія с. Миротин з філією в с. Грязка, а також з приходом у с. Розбор, с. Уїзна, м. Переворськ, с. Мацкуфка, с. Студян;
10. Парафія с. Ожанна;
11. Парафія с. Тарнавка з філією в с. Гадлі Шклярські, а також з приходом у присілку Відачів.

### Декан
- 1936 — Камінський Іван в Залісю.

### Кількість парафіян
1936 — 16 150 осіб.
Деканат було ліквідовано в травні 1946 р. після примусового виселення етнічних мешканців — українців, арешту парохів і декан.